# Stigmatophora grisea
Stigmatophora grisea là một loài bướm đêm thuộc phân họ Arctiinae, họ Erebidae.